# Слободка (Калинковичский район)
Слободка (бел. Слабодка; ранее — Берёзовская Слобода) — деревня в Юровичском сельсовете Калинковичского района Гомельской области Белоруссии.

## География
В 32 км на юго-восток от районного центра и железнодорожной станции Калинковичи (на линии Гомель — Лунинец), 159 км от Гомеля.
На севере река Турья (приток реки Припять).

## История
Обнаруженные археологами поселения среднего этапа днепро-донецкой культуры эпохи неолита (3 км на юго-запад от деревни), поселение (1,5 км на юго-запад от деревни) и поселение (2 км на запад от деревни) свидетельствуют о заселении этих мест с давних времён. По письменным источникам известна с XVIII века в Речицком повете Минского воеводства Великого княжества Литовского, владение Обуховичей затем Аскерко.
После 2-го раздела Речи Посполитой (1793 год) в составе Российской империи. В 1885 году упоминается как селение в Юровичском церковном приходе. Большим участком владел здесь в 1880-х годах помещик М. Е. Пиотрович. Согласно переписи 1897 года действовали школа грамоты, хлебозапасный магазин, ветряная мельница. В 1908 году деревня и урочище, в Юровичской волости Речицкого уезда Минской губернии.
С 8 декабря 1926 года по 10 ноября 1927 года центр Слободковского сельсовета Юровичского района Речицкого, с 9 июня 1927 года Мозырского округов. В 1930 году организован колхоз «Новый быт», работали ветряная мельница, начальная школа (в 1935 году 76 учеников). Во время Великой Отечественной войны 14 января 1944 года освобождена от немецкой оккупации. 91 житель погиб на фронте и в партизанской борьбе. Согласно переписи 1959 года в составе колхоза «50 лет БССР» (центр — деревня Берёзовка).
До 28 ноября 2013 года входила в Берёзовский сельсовет. После упразднения сельсовета присоединена к Юровичскому сельсовету.

## Население
- 1795 год — 22 двора.
- 1897 год — 64 двора, 414 жителей (согласно переписи).
- 1908 год — 84 двора, 462 жителя; в урочище 6 жителей.
- 1926 год — 694 жителя.
- 1930 год — 146 дворов, 763 жителя.
- 1939 год — 765 жителей.
- 1959 год — 680 жителей (согласно переписи).
- 2004 год — 78 хозяйств, 138 жителей.

## Транспортная сеть
Транспортные связи по просёлочной, затем автомобильной дороге Гомель — Лунинец. Планировка состоит из длинной прямолинейной улицы, ориентированной с юго-востока на северо-запад и застроенной двусторонне деревянными крестьянскими усадьбами.